# Curie (Q87)
Curie (Q087) byla ponorka francouzského námořnictva, předposlední ze šestnácti postavených jednotek třídy Brumaire. Třináct z ponorek třídy Brumaire bylo pojmenováno po osobnostech vědy. Curie byla pojmenována na počest manželů Pierra Curie a Marie Curie-Skłodowské. Za války měla ponorka psího maskota, kterého posádka pojmenovala Radium.
Ponorka Curie byla do služby přijata roku 1914. Za první světové války operovala ve Středozemním moři. Dne 20. prosince 1914 se pokusila proniknout do rakousko-uherské námořní základy v Pule, avšak uvízla v protiponorkových sítích a nakonec ji potopila vlastní posádka. Po vyzvednutí a opravě byla v červnu 1915 zařazena do rakousko-uherského námořnictva jako SM U 14. Roku 1916 byla modernizována a následně se zařadila mezi nejúspěšnější ponorky námořnictva. Dosáhla největších úspěchů ze všech ponorek třídy Brumaire, paradoxně však až během služby v rakousko-uherském námořnictvu. Válku přečkala a v červenci 1919 byla vrácena francouzskému námořnictvu, kde dosloužila pod svým původním jménem. Roku 1928 byla vyřazena a v následujícím roce byla sešrotována.

## Stavba
Ponorku postavila loděnice Arsenal de Toulon v Toulonu. Její stavba byla zahájena roku 1907. Na vodu byla spuštěna 18. července 1912 a do služby byla přijata roku 1914.

## Konstrukce
Vývoj ponorek této třídy vedl inženýr Maxime Laubeuf. Ponorka měla dvouplášťovou koncepci. Nesla sedm 450mm torpédometů se zásobou osmi torpéd. Přímo v trupu byl pouze jeden příďový torpédomet. Ostatní byly umístěny externě, z toho čtyři pomocí systému Drzewiecki. Pohonný systém tvořily dva diesely o výkonu 840 hp pro plavbu na hladině a dva elektromotory o výkonu 660 hp pro plavbu pod hladinou. Lodní šrouby byly dva. Nejvyšší rychlost dosahovala třináct uzlů na hladině a 8,8 uzlu pod hladinou. Dosah byl 1700 námořních mil při rychlosti deseti uzlů na hladině a 84 námořních mil při rychlosti pět uzlů pod hladinou.

### Modifikace

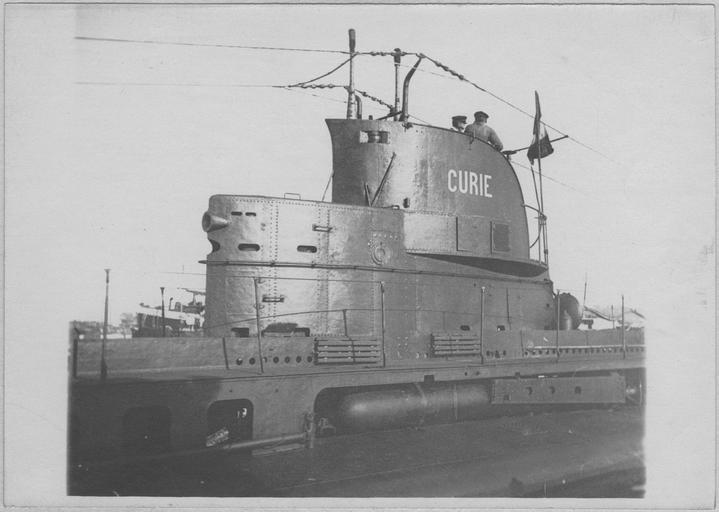
Detail velitelské věže ponorky, kterou získala při modernizaci roku 1916. Pod věží je vidět uložení 450mm torpéda

Rakousko-uherská ponorka SM U 14 (ex Curie) byla od února do listopadu 1916 modernizována v rámci oprav bojového poškození. Rozměry trupu se nezměnily, ale ponorka byla vybavena větší velitelskou věží. Výtlak stoupl na 425 tun na hladině a 554 tun pod hladinou. Do té doby výhradně torpédovou výzbroj posílil jeden 88mm kanón a zároveň byl příďový torpédomet vyměněn za nový ráže 533 mm. Dále byly instalovány dva diesely Grazer o výkonu 900 hp. Díky tomu se zvýšila rychlost a prodloužil dosah ponorky plující na hladině. Nejvyšší rychlost dosahovala 13,5 uzlu na hladině a sedm uzlů pod hladinou. Dosah se zvětšil na 2 300 námořních mil při rychlosti deset uzlů na hladině a 150 námořních mil při rychlosti dvou uzlů pod hladinou.

## Služba

### Curie

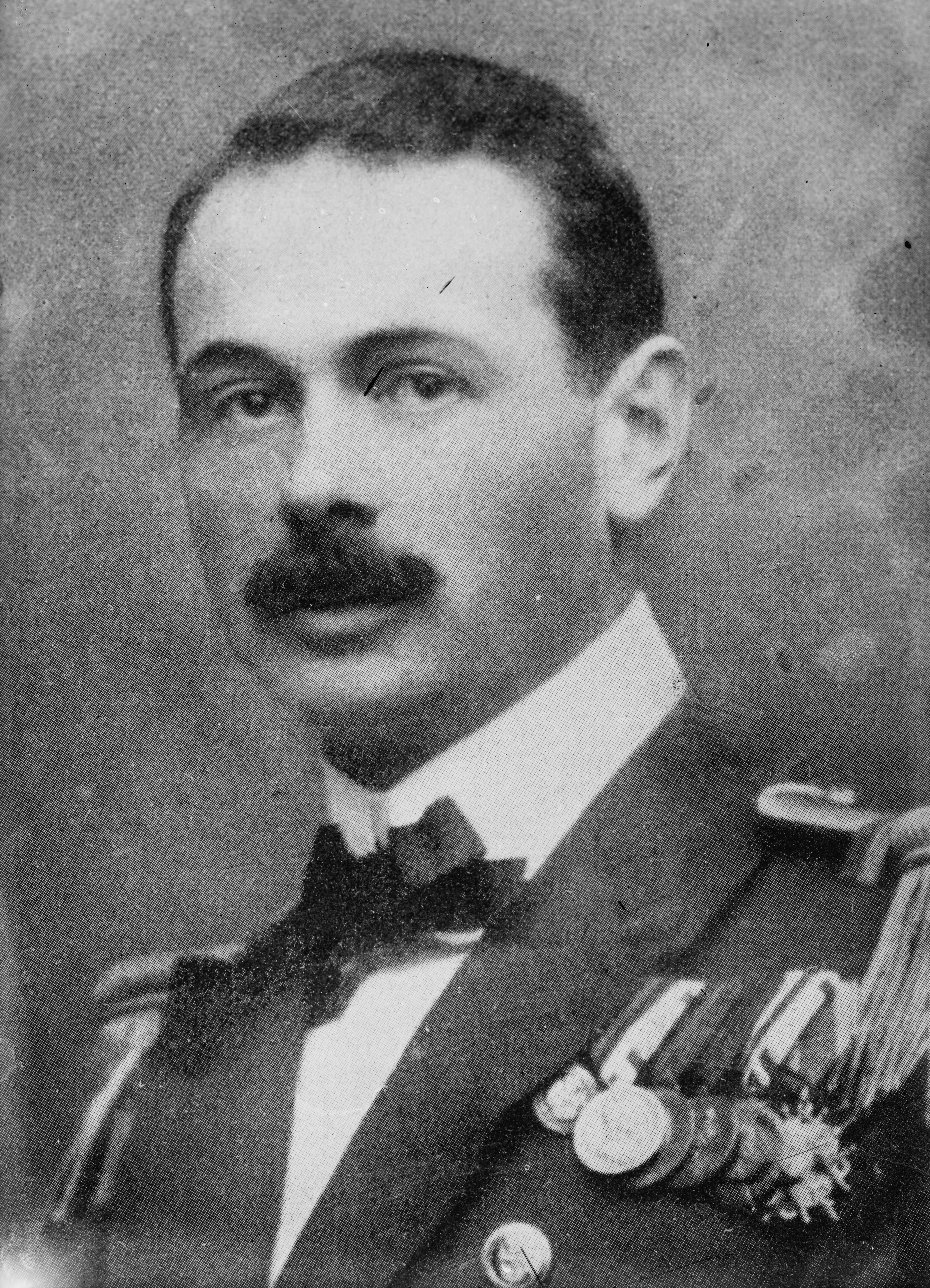
Ludwig von Trapp

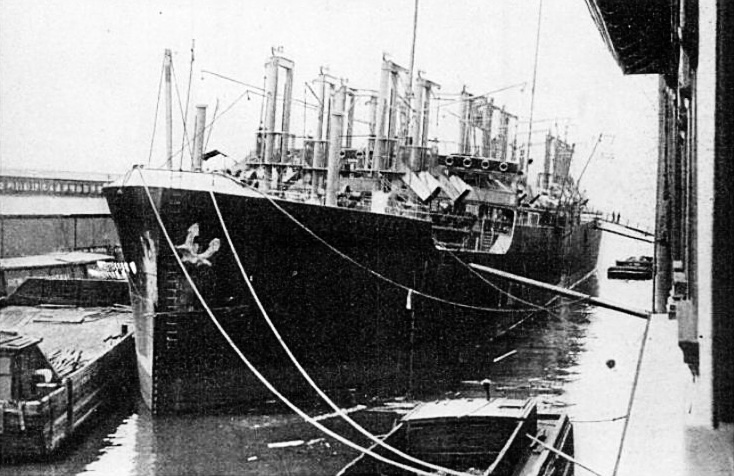
Italská nákladní loď SS Milazzo byla největším plavidlem potopeným ponorkou SM U 14

Ponorka Curie byla do služby přijata roku 1914. Její počáteční služba ve francouzském námořnictvu byla velmi krátká, poznamenaná vypuknutím první světové války. V prosinci se ponorka pod velením poručíka Gabriela O’Byrneho pokusila o akci proti rakousko-uherské námořní základně v Pule. Dne 15. prosince 1914 riskantní operaci schválil admirál Auguste Boué de Lapeyrère. Hlavním cílem byly nejnovější dreadnoughty třídy Tegetthoff, nejsilnější jednotky nepřátelského námořnictva. Dne 19. prosince 1914 se ponorka přiblížila k přístavu, přičemž zaznamenala připlouvající predreadnought třídy Radetzky, ale O’Byrne jej nechal proplout. Následně ponorka prozkoumala Fasanský kanál, který byl využíván jako vnější kotviště, ale svůj cíl tam nenalezla. Nebyly tam ani bitevní lodě, ani křižníky. Ponorka se proto vzdálila, aby nabila akumulátory.
Ráno 20. prosince 1914 se ponorka vrátila a v 11:32 pronikla přímo do přístavu v Pule. Krátce poté však uvázla v protiponorkové síti. Velitel ponorku usadil na dno. Ukázalo se, že za levé střední kormidlo se zachytilo lano z protiponorkové přehrady. Ponorka vystoupala do dvaceti metrů a snažila se uvolnit. Její pohyb rozkmital bóje na hladině a tak na přítomnost ponorky upozornil hlídky. Místo začala ostřeloval děla z pobřeží (jedné z pobřežních baterií velel Bohumil Kubišta), zapojila se torpédovka torpédovka SM Torpedoboot 63T a torpédoborce SMS Magnet, SMS Turul a SMS Satelit. Při jednom z pokusů se dokonce vynořila příď ponorky. Když ponorce začala docházet energie, ponořila se opět na dno a posádka se začala připravovat na kapitulaci (např. likvidace dokumentů a zařízení). V 16:45 se Curie vynořila a posádka ji začala opouštět, velitel O’Byrne a kormidelník Chefnoury šli jako poslední. Protože byla už tma, obránci přístavu zareagovali palbou, která dva námořníky zabila (desátník Lebon, praporčík Chailley) a další byli zraněni, včetně velitele O’Byrneho. Po otevření Kingstonových ventilů se Curie potopila do hloubky 39 metrů. Posádka strávila zbytek války v zajateckém táboře na Božím Daru. Vážně zraněný Gabriel O´Byrne byl roku 1916 repatriován do Francie, kde roku 1917 zemřel. Připomínkou na něj byly prvoválečné francouzské ponorky třídy O'Byrne.

### SM U 14
Na počátku roku 1915 byla Curie vyzvednuta a následně byla opravena. V červnu 1915 byla zařazena do rakousko-uherského námořnictva jako SM U 14. Představovala pro něj vítanou posilu, neboť rakousko-uherské námořnictvo mělo ponorek trvalý nedostatek. Jejím prvním velitelem byl Otto Zeidler, kterého v říjnu 1915 nahradil Georg von Trapp. V únoru 1916 ponorku poškodila hlubinná puma. Její oprava byla spojena s modernizací, která zvětšila její bojovou hodnotu. Další služba ponorky byla velmi úspěšná a pod velením von Trappa potopila jedenáct lodí o celkovém výtlaku 47 653 tun. Od ledna 1918 ponorce velel poručík Friedrich Schlosser a od listopadu 1918 poručík Hugo Pistel.

### Curie
Válku ponorka přečkala a v roce 1919 byla vrácena francouzskému námořnictvu, které ji vrátilo jméno Curie. Vyřazena byla roku 1928.

## Model ponorky
Ve sbírkách Vojenského historického ústavu Praha se dochoval dřevěný ručně vyřezávaný model ponorky Curie, vyrobený francouzským námořníkem v zajateckém táboře. Model byl získán roku 1936 darem ze soukromé sbírky.